# 松山光秀
松山 光秀（まつやま みつひで、1995年11月4日 - ）は、トップイーストリーグAグループ横河武蔵野アトラスターズに所属するラグビー選手。

## プロフィール
- 大阪府出身[1]。
- ポジションはスクラムハーフ(SH)。
- 身長 178cm、体重 81kg
- ニックネームはミッキー、ネガー。

## 略歴
大阪桐蔭高校卒業後、天理大学を経て、2019年、キヤノンイーグルス(現・横浜キヤノンイーグルス)に加入。
2022年、横河武蔵野アトラスターズに加入。